# Грубер, Якоб (скульптор)
Якоб Грубер (нем. Jakob Gruber; 23 июля 1864, Халлайн, Зальцбург — 9 июля 1915, Вена) — австрийский скульптор.

## Биография
Грубер родился в семье горняка, что нашло отражение в его работах, связанных с горным делом. Первоначально он работал резчиком по дереву и декоратором. После службы в армии он переехал в Вену и 5 лет учился в Школе искусств и ремесел. Грубер получил грант от Фонда сестер Фрёлих. Затем Грубер учился с 1892 по 1898 год в Академии изящных искусств в Вене у Каспара Цумбуша . В 1895 году он был удостоен придворной премии за работу «Кампф», а в 1900 году получил премию Райхеля за бронзовую скульптурную группу «Разлитые горняки».

## Работы
Работы Грубера — это в основном скульптуры в натуральную величину. Он также делал портретные медальоны, в основном в Риме, Флоренции и Неаполе . Его работы выставлялись, в частности, в Вене, Берлине и Мюнхене . Среди его самых известных работ:

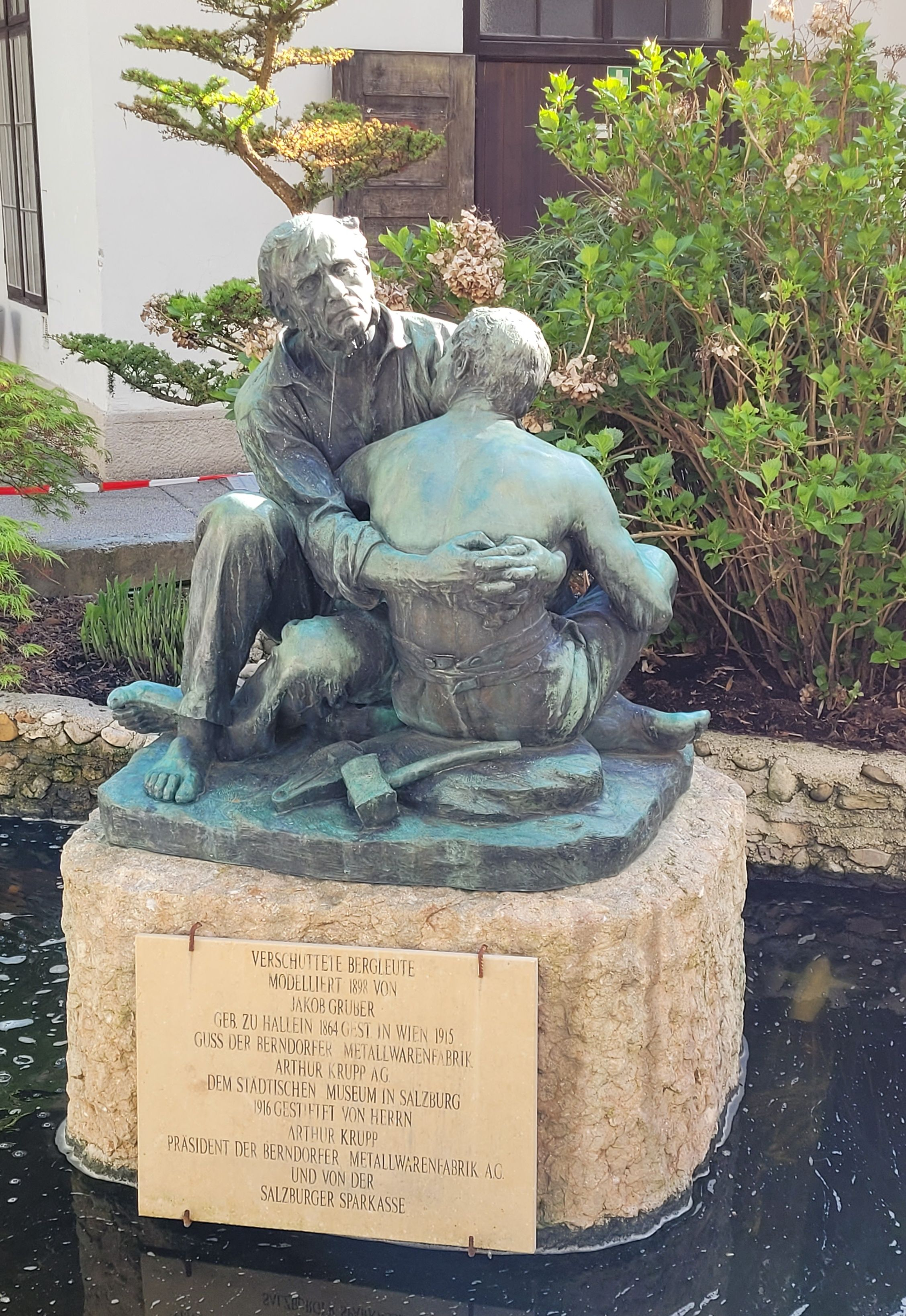
Бронзовая скульптура Якоба Грубера «Пролитые шахтеры».

- Шахтеры в ловушке, пластик 1898 г., в Халлейне[2] .
- Борьба с потерпевшими кораблекрушение
- Мать Моцарта с дочерью Наннерль, двойной рельеф 1906 года, в Санкт-Гильгене[3] .

## Использованная литература
- Gruber Jakob // Österreichisches Biographisches Lexikon 1815–1950 (ÖBL). — Wien: Verlag der Österreichischen Akademie der Wissenschaften, 1959. — Bd. 2. — S. 82.
- Kunst und Kunsthandwerk 1900